# Sytuacja prawna i społeczna osób LGBT w Chile

## Prawo odnośnie do kontaktów osób homoseksualnych
Kontakty homoseksualne w Chile są legalne od 1999 roku. Wiek zgody na kontakty homoseksualne wynosi 18 lat i jest wyższy niż dla kontaktów heteroseksualnych.

## Ochrona prawna przed dyskryminacją
Od 2012 roku prawo Chile zakazuje dyskryminacji i aktów nienawiści ze względu na orientację seksualną i tożsamość płciową.
W 2004 roku Sąd Najwyższy Chile w kraju uchylił wyroki sądów niższej instancji przyznające opiekę nad dziećmi Karen Atali, chilijskiej lesbijce. Decyzja ta zapadła tylko w oparciu o orientację seksualną kobiety. W 2005 roku sąd podtrzymał wcześniejsze orzeczenie. Karen Atala dochodziła swoich praw w Międzyamerykańskim Trybunale Praw Człowieka, reprezentowana przez 8 organizacji broniących praw człowieka, m.in. Human Rights Watch. Sprawa ta była bardzo szeroko opisywana przez media na całym świecie. 
Geje, lesbijki i biseksualiści nie są wykluczeni ze służby wojskowej z powodu swojej orientacji seksualnej. 

## Uznanie związków tej samej płci
W chilijskim ustawodawstwie nie istnieje żadna prawna forma uznania związków jednopłciowych.
Projekty ustaw regulujących tę kwestię pojawiły się w 2006 roku, istniało duże prawdopodobieństwo, że prawo takie zostanie przyjęte, gdyż zalegalizowanie związków partnerskich było jednym z elementów planu rządowego Michelle Bachelet - prezydenta kraju oraz lidera partii mającej obecnie większość w parlamencie. Ustawa ta przyznawałaby parom jednopłciowym głównie prawo do dziedziczenia i opieki społecznej. Ankiety pokazały, że 60 - 70% obywateli Chile popiera wprowadzenie takiego prawa.

## Życie osób LGBT w kraju
Pierwszy marsz osób homoseksualnych odbył się w kraju w 1972 roku. Najważniejszą organizacją LGBT w kraju jest utworzona w 1998 roku Movimiento Unificado de Minorías Sexuales.
W 1993 roku w pożarze gejowskiego klubu zginęło 16 osób. Podejrzewa się, że lokal został podpalony. Ogień podłożono pod gejowski klub także w 2001 roku. W 1996 roku policja śledcza kilkakrotnie organizowała naloty na gejowskie kluby w Santiago, ale po interwencjach aktywistów gejowskich sytuacja nigdy się nie powtórzyła.
Według badania opinii publicznej przeprowadzonego przez Pew Global Attitudes Project w 2007 roku 64% Chilijczyków uważa, że homoseksualizm powinien być akceptowany przez społeczeństwo. Przeciwnego zdania jest 31% obywateli kraju.
Według raportów Chilijskiego Ruchu Mniejszości Seksualnych w 2006 roku w kraju zdarzyło się 49 przypadków dyskryminacji oraz ataków na osoby homoseksualne, w tym 2 morderstwa i kilka pobić motywowanych orientacją seksualną ofiary. W 2005 roku zanotowano 58 takich przypadków, ale wśród nich nie było zabójstw. W raporcie za 2006 rok na liście homofobicznych organizacji po raz pierwszy nie znalazł się Kościół katolicki. Raport podkreśla, że prezydent Chile, Michelle Bachelet, w oficjalnym oświadczeniu poparła mniejszości seksualne. Według organizacji sytuacja osób homoseksualnych w kraju poprawia się.
W 2007 roku zabójca transseksualisty został skazany na cztery lata wyroku w zawieszeniu. Przedstawiciele chilijskich organizacji LGBT uważają ten wyrok za zbyt łagodny. Od 2002 roku zamordowano w kraju 11 transpłciowych osób. Według chilijskiego oddziału Amnesty International dwie najważniejsze chilijskie organizacje LGBT otrzymały listy z pogróżkami przed paradą gejów i lesbijek w Santiago w 2007 roku. Strona internetowa jednej z organizacji dwukrotnie padła ofiarą hackerów, rekrutujących się prawdopodobnie spośród skinheadów. W kraju nadal notowane są przypadki napaści słownych oraz pobić osób homoseksualnych przez policję.